# كلير مكاسكيل
كلير كونر مكاسكيل (بالإنجليزية: Claire Conner McCaskill)‏ هي سياسية أمريكية من الحزب الديمقراطي ولدت في يوم 24 يوليو 1953 في بلدة رولا في ميزوري. مثلت ولاية ميزوري في مجلس الشيوخ الأمريكي من سنة 2007 إلى سنة 2019 بعد أن هزمت في إنتخابات 2018 أمام جوش هاولي.